# گوین نیوسام
گَوین کریستوفر نیوسام (انگلیسی: Gavin Christopher Newsom؛ زاده ۱۰ اکتبر ۱۹۶۷) سیاستمدار حزب دموکرات اهل ایالات متحده آمریکا و فرماندار کنونی ایالت کالیفرنیا است. وی پیش از آن چهل و نهمین معاون فرماندار کالیفرنیا و چهل‌ودومین شهردار سان فرانسیسکو و جوانترین شهردار این شهر در صد سال گذشته بود که در سال ۲۰۱۹ پس از جری براون به فرمانداری ایالت کالیفرنیا رسید. او به عنوان کنشگری در دفاع از حقوق مدنی و پشتیبان سیاست‌های چپ‌گرایانه شناخته می‌شود.
وی از مخالفان سرسخت قانون پروپ ۸ و از موافقان دومین استیضاح دونالد ترامپ بود.

## آغاز زندگی
گوین نیوسام در ۱۰ اکتبر ۱۹۶۷ در خانواده‌ای از نخبگان قدرتمند کالیفرنیا زاده شد. پدر او قاضی و وکیل شرکت نفت منحل شده گتی  بود. او کسب‌وکار خود را با راه‌اندازی فروشگاه شراب به نام پلامپ جک با پشتیبانی مالی گوردون گتی آغاز کرد. در کودکی مشخص شد که به خوانش‌پریشی مبتلا است و به گفته خود هنوز هم با آن درگیر است.

## سیاست
گوین نیوسام کار سیاسی خود را در سال ۱۹۹۶ به عنوان کمیسر ترافیک و پارکینگ سان فرانسیسکو آغاز کرد و یک سال بعد به عضویت شورای آن شهر درآمد. او در آن زمان به عنوان سیاستمدار میانه‌رو با رویکردی تجاری شناخته می‌شد. وی پشتیبان طرح‌های ترابری عمومی، مسکن و کمک به بی‌خانمان‌ها بود. او بجای پرداخت مستقیم به بی‌خانمان‌ها کمک‌های خدماتی و درمانی برای آنان فراهم می‌کرد.
گوین نیوسام در سال ۲۰۰۴ به عنوان شهردار سان فرانسیسکو انتخاب شد. او در آن هنگام با صدور مجوز ازدواج همجنس‌گرایان (درحالیکه قانون ایالتی آن را ممنوع کرده بود) به یکی از چهره‌های برجسته جناح مترقی حزب دموکرات تبدیل شد. وی از سال ۲۰۱۱ تا ۲۰۱۹ معاون فرماندار کالیفرنیا بود و پس از پیروزی در انتخابات در سال ۲۰۱۹ به مقام فرمانداری این ایالت رسید.

### اصلاحات ایالتی

#### مهاجرت
گوین نیوسام در مقام فرماندار دست به اصلاحات گسترده در حوزه سلامت، عدالت، محیط زیست و حقوق مدنی زد که البته انتقادها و جنجال‌هایی را هم از داخل حزب و هم از سوی مخالفان خود برانگیخت. او رویکردی باز به مهاجران دارد. تا جاییکه شماری از آن‌ها با سوابق کیفری را عفو کرد تا از اخراج آنها جلوگیری کند. همچنین بارها سیاست‌های فدرال در زمینه بازداشت و اخراج‌های گسترده را محکوم کرده است. گسترش پوشش بیمه سلامت ایالتی برای مهاجران بدون مدرک بالای ۵۰ سال و تامین مراقبت‌های پزشکی برای همه بزرگسالان کم‌درآمد از دیگر کارهای او هستند.

#### اعمال قانون
گوین نیوسام از هنگام رسیدن به فرمانداری مجازات اعدام را تعلیق کرده است. ممنوعیت استفاده از فن خفه کردن، افزایش حداقل سن برای ورود به نیروی پلیس و تصویب قوانینی که ماموران را موظف می‌کند در صورت استفاده بیش ‌از حد از زور توسط همکاران مداخله کنند از اصلاحات وی در نیروی پلیس هستند.

#### محیط زیست
گوین نیوسام دستور الزام‌آوری را برای فروش فقط خودروهای بدون آلاینده از سال ۲۰۳۵ در ایالت کالیفرنیا صادر کرد. همچنین مقرراتی را برای توقف استخراج نفت و پشتیبانی از توسعه انرژی پاک به تصویب رساند.

### انتقادها
ضعف نیوسام در مدیریت بحران مداوم مسکن، افزایش شمار بی‌خانمان‌ها، و افزایش ناامنی در شهرهای بزرگ کالیفرنیا از انتقادهای وارده به او هستند.
او به دلیل کندی روند واکسیناسیون کووید-۱۹، تقلب چند میلیارد دلاری در سیستم بیمه بیکاری در دوران همه‌گیری، اتهام اعمال نفوذ در تصمیمات قانون‌گذاری برای اهداکنندگان، و شیوه برخورد با آتش‌سوزی سال ۲۰۲۵ مورد پرسش قرار گرفت. اما در سال ۲۰۲۱ با اختلاف زیادی تلاش برای استیضاح خود را شکست داد.

### مخالفت با ترامپیسم
با رهبری گوین نیوسام، کالیفرنیا به اصلی‌ترین نیروی مخالف ترامپیسم در آمریکا تبدیل شد.ایالت کالیفرنیا تبدیل به کانون مقاومت در برابر تصمیم‌های دونالد ترامپ در زمینه‌های ضدیت با مهاجرت، تغییرات اقلیمی، سقط جنین، ماری جوآنا و کنترل سلاح تبدیل شد.